# لويس غرين
لويس غرين (بالإنجليزية: Louis Green)‏ هو لاعب كرة قدم أمريكية أمريكي، ولد في 23 سبتمبر 1979 في فيكسبيرغ في الولايات المتحدة.

## وصلات خارجية
- لويس غرين على موقع مرجع كرة القدم المحترفة.كوم (الإنجليزية)